# Вжещув
Вжещув (пол. Wrzeszczów) — село в Польщі, у гміні Пшитик Радомського повіту Мазовецького воєводства.
Населення — 331 особа (2011).
У 1975-1998 роках село належало до Радомського воєводства.

## Демографія
Демографічна структура станом на 31 березня 2011 року:
|          | Загалом | Допрацездатний вік | Працездатний вік | Постпрацездатний вік |
| -------- | ------- | ------------------ | ---------------- | -------------------- |
| Чоловіки | 162     | 29                 | 116              | 17                   |
| Жінки    | 169     | 45                 | 89               | 35                   |
| Разом    | 331     | 74                 | 205              | 52                   |